# Fusaie
Le fusaie sono biscotti secchi tipici della provincia di Ravenna e della città di Tredozio, in provincia di Forlì-Cesena, nonché della zona dell'Alto Mugello in Toscana. Sono dolci comuni, preparati durante tutto l'anno e non in occasione di feste o eventi particolari, sebbene nell'Alto Mugello si usasse consumarli il 2 novembre durante la cosiddetta "Festa dei Morti". In ogni caso, si mangiavano principalmente in inverno.
Oggigiorno sono difficili da trovare e vengono fatti perlopiù in famiglia.

## Caratteristiche
L'impasto delle fusaie potrebbe cambiare a seconda della zona di produzione: nel ravennate si preparano con farina, zucchero, burro fuso, latte e lievito; a Tredozio e dintorni con farina, zucchero, acqua, semi di anice, uova (e senza lievito). Si ottengono delle palline di circa 2 cm che vengono poi cotte in forno.
Nell'Alto Mugello, per la Festa dei Morti, le fusaie venivano colorate di rosso con l'aggiunta dell'alchermes: i biscotti venivano chiamati «fusaie delle monache».
La forma dei biscotti a fine cottura è rotondeggiante ma leggermente irregolare.